# Synagoga w Brzesku (ul. Długa 3)
Synagoga w Brzesku – prywatny dom modlitwy znajdujący się w Brzesku przy ulicy Długiej 3.
Synagoga została zbudowana w XIX wieku. Podczas II wojny światowej hitlerowcy zdewastowali wnętrze modlitewni. Obecnie budynek pozostaje opuszczony i powoli popada w ruinę.